# ピードモント航空349便墜落事故
ピードモント航空349便墜落事故（英: Piedmont Airlines Flight 349）とは、1959年10月30日にピードモント航空349便（ダグラス DC-3）がバージニア州クローゼー付近のバックス・エルボー山 (Bucks Elbow Mountain) に墜落した事故である。
この事故で乗員3人と乗客23人が死亡した。唯一の生存者、アーネスト・P・"フィル"・ブラッドリー（Ernest P. "Phil" Bradley）は、重傷を負い座席に縛りつけられたまま残骸付近の地面に横たわっていた。その後の調査で事故原因は以下のとおりであると断定された。
ナビゲーションの省略により横方向のコース誤差が生じた。それは精密計器進入手順の間検出されず補正されなかった。 事故に寄与する要因は、精神的ストレスの結果として船長が没頭（pre-occupation）していた可能性がある。

## 事故機
バックアイ・ペースメーカー（Buckeye Pacemaker）と名付けられた事故機はN55Vとして登録されており、製造番号は20447であった。事故機は以前はメトロ・エア・トランスポートで N53593 として飛行しおり、その後1956年12月にピードモント航空に売却された。

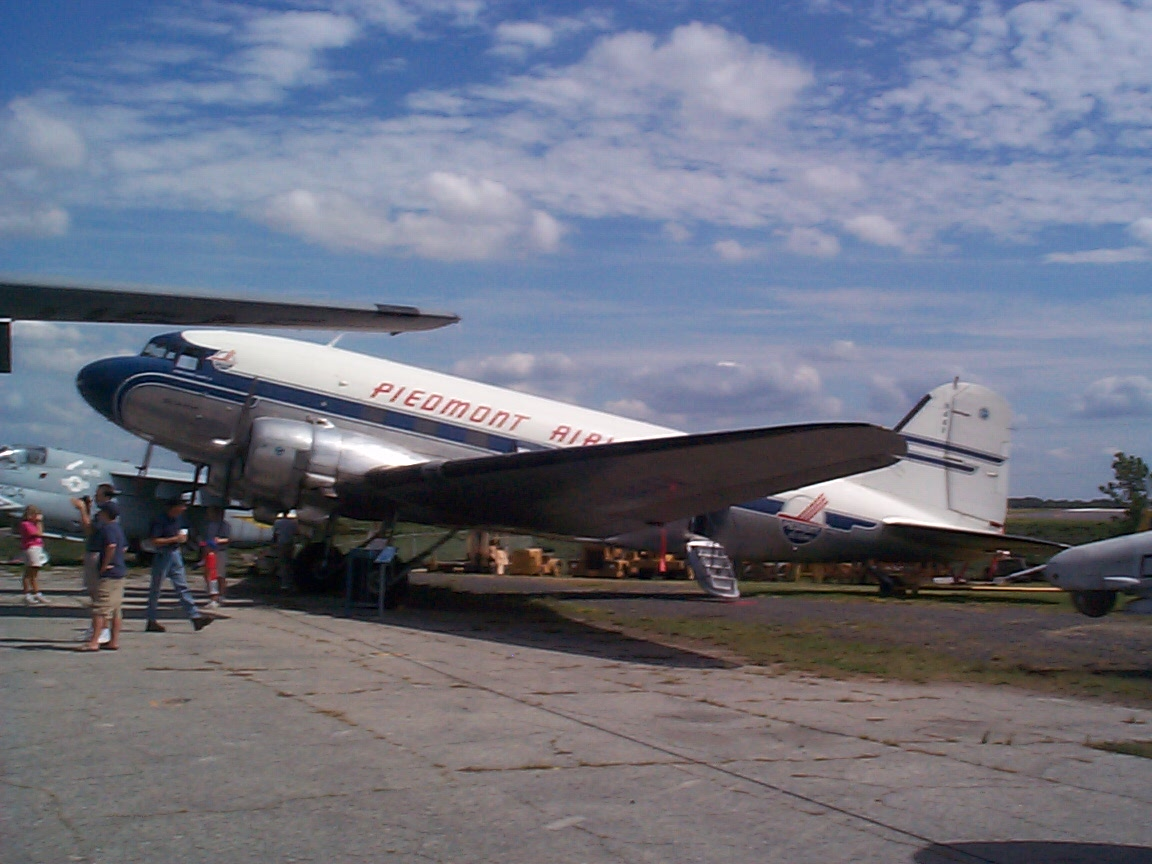
同型機のDC-3